# LaPlace (Louisiana)
LaPlace ist ein Census-designated place im St. John the Baptist Parish des Bundesstaates Louisiana in den Vereinigten Staaten. Er gehört zur Metropolregion von New Orleans. Das U.S. Census Bureau hat bei der Volkszählung 2020 eine Einwohnerzahl von 28.841 ermittelt.

## Geschichte
Das heutige LaPlace wurde im frühen 18. Jahrhundert während der französischen Kolonialzeit Louisianas von deutschen Einwanderern besiedelt, als Teil einer größeren Siedlung am Ufer des Mississippi namens Karlstein. Karlstein war eine der vier Siedlungen, die gemeinsam als German Coast (französisch: La Côte des Allemands) bekannt sind und seit 1721 von deutschsprachigen Einwanderern besiedelt wurden. Franzosen und Akadier vermischten sich mit den Deutschen, und die Gegend wurde als Bonnet Carré (deutsch: "eckige Haube") bekannt. Der Name Bonnet Carré wurde durch die rechtwinklige Biegung des Mississippi in der Nähe der Siedlung und seine Ähnlichkeit mit einer eckigen Haube inspiriert.
Manual Andry errichtete 1793 die Woodland Plantage und baute Zuckerrohr an. Die Ernte war lukrativ, wenn brutale Methoden angewandt wurden, wie es in Haiti üblich war (und dort zu einem erfolgreichen Sklavenaufstand geführt hatte). Anfang Januar 1811 versuchten Sklaven auf der Woodland Plantation und mehreren nahegelegenen Plantagen den Sklavenaufstand an der German Coast. Eine Gruppe von 200–500 Sklaven, bewaffnet mit Gewehren, Äxten und Rohrmessern, brach von LaPlace aus auf, um New Orleans zu erobern und Freiheit für sich und andere zu erlangen. Lokale weiße Milizanhänger schlugen den Aufstand innerhalb von drei Tagen nieder, und fast 100 Sklaven wurden entweder in der Schlacht getötet, von der verfolgenden Miliz getötet oder nach summarischen Prozessen von Pflanzertribunalen hingerichtet. Obwohl möglicherweise mehr Sklaven am Aufstand der Schwarzen Seminolen im Jahr 1836 und am gesamten Zweiten Seminolenkrieg teilgenommen haben, gilt dies heute als der größte Sklavenaufstand.
Im Jahr 1879 kam der Apotheker, Pflanzer und Lieferant von Patentmedizin Basile Laplace aus New Orleans und gründete eine große Plantage in Bonnet Carré. 1883 erlaubte er der New Orleans and Baton Rouge Railroad, sein Land zu durchqueren. Das Eisenbahndepot der Siedlung wurde nach Laplace benannt, dann das Postamt und schließlich die Siedlung selbst.

## Demografie
Nach der Volkszählung von 2010 leben in LaPlace 29.872 Menschen. Die Bevölkerung teilte sich im selben Jahr auf in 41,4 % Weiße, 52,1 % Afroamerikaner, 1,6 % Asiaten und 2,0 % mit zwei oder mehr Ethnizitäten. Hispanics oder Latinos aller Ethnien machten 6,8 % der Bevölkerung aus. Das mittlere Haushaltseinkommen lag bei 63.253 US-Dollar und die Armutsquote bei 15,3 %.

## Persönlichkeiten
- Kid Ory (1886–1973), Musiker